# Wilhelminakerk (1908, Den Haag)

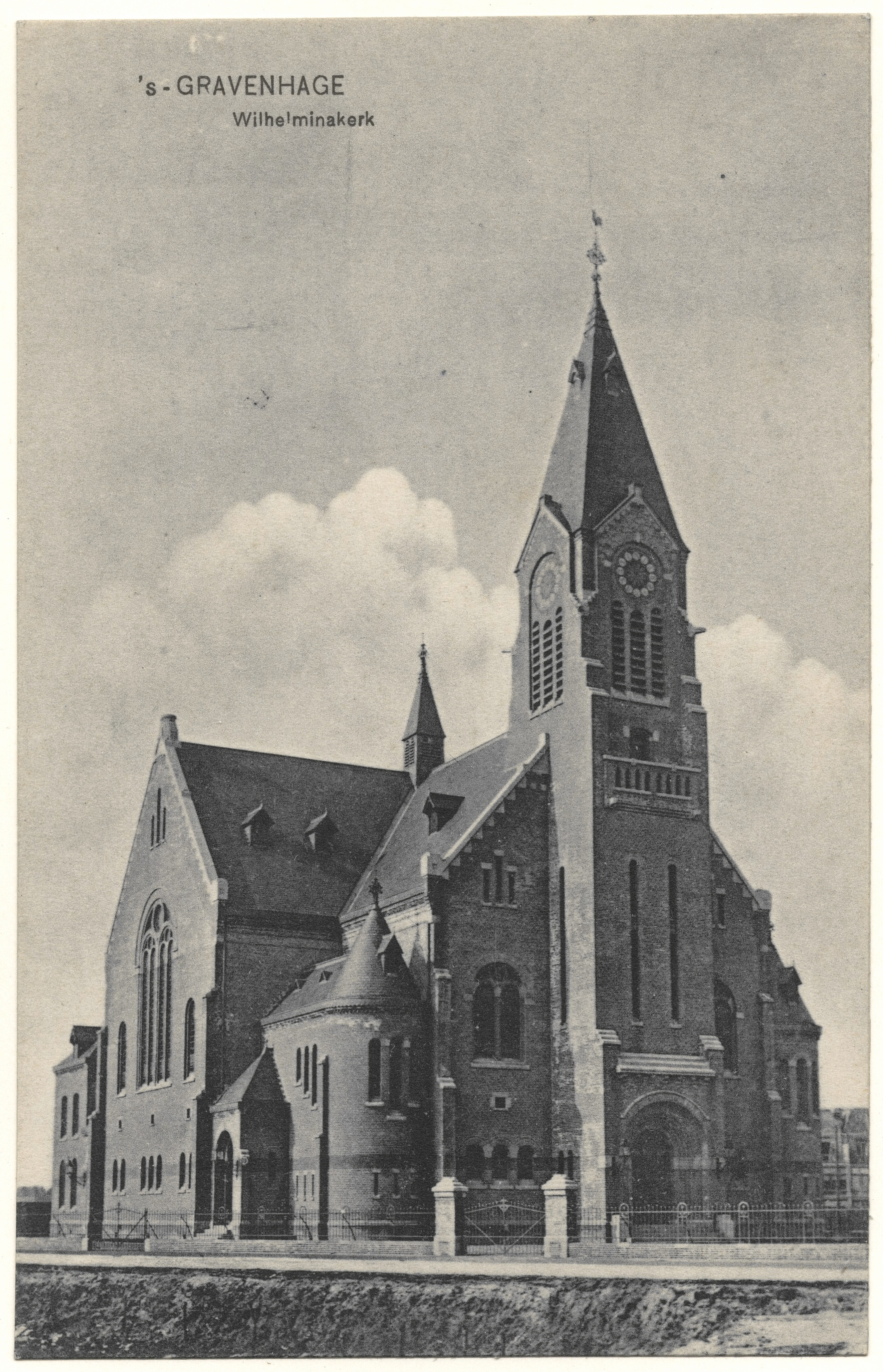
De Wilhelminakerk kort na de oplevering in 1908

De Wilhelminakerk was een kerk aan het Louise de Colignyplein in de wijk Bezuidenhout in Den Haag.
De protestantse kerk, welke de achtste was volgens de Haagsche Courant, werd gebouwd als uitbreiding op het bestaande arsenaal aan kerken omdat na de bouw van de Regentessekerk in 1901 bleek dat in het oostelijke deel van de gemeente behoefte was aan nog een kerk. Voor de bouw van de kerk werd er een vereniging opgericht. Men wist een terrein met een oppervlakte van 2500m2 aan te kopen, wat al lange tijd braak lag.
In 1906 schreven meerdere aannemers zich in voor de bouw van de kerk. J. H. Paardekooper werd daaruit uitgekozen om de bouw te doen. Daarmee werd in 1907 gestart en in 1908 was het gebouw klaar. Op 3 mei 1908 werd de kerk met een eerste kerkdienst ingewijd.
De kerk was naar het ontwerp gebouwd van architect J. Verheul Dzn. Deze had ook de Regentessekerk ontworpen. De Wilhelminakerk kende vijf grote toegangen en beschikte over een ruimte voldoende voor 1067 personen. Daarvan waren er 366 op de gaanderijen. Aan de achterzijde van de kerk werd een consistorie aangebouwd ten behoeven van een vergaderzaal. De kerk had een neoromaanse stijl en had duidelijk stijlinvloeden van Berlage. In 1913 bouwde fa. G. van Leeuwen een nieuwe orgel in de kerk. 
Het kerkgebouw werd tijdens het Bombardement op het Bezuidenhout op 3 maart 1945 gebombardeerd. Het schip van de kerk werd verwoest en de toren werd zwaar beschadigd. Het gebouw werd in april 1946 gesloopt. Even na het Bombardement werd er een noodkerk gebouwd. Deze kerk deed dienst tot de bouw van een nieuwe kerk op de hoek van de Juliana van Stolberglaan en de Louise Henriëttestraat. Ook deze kerk werd de Wilhelminakerk genoemd.

## Galerij

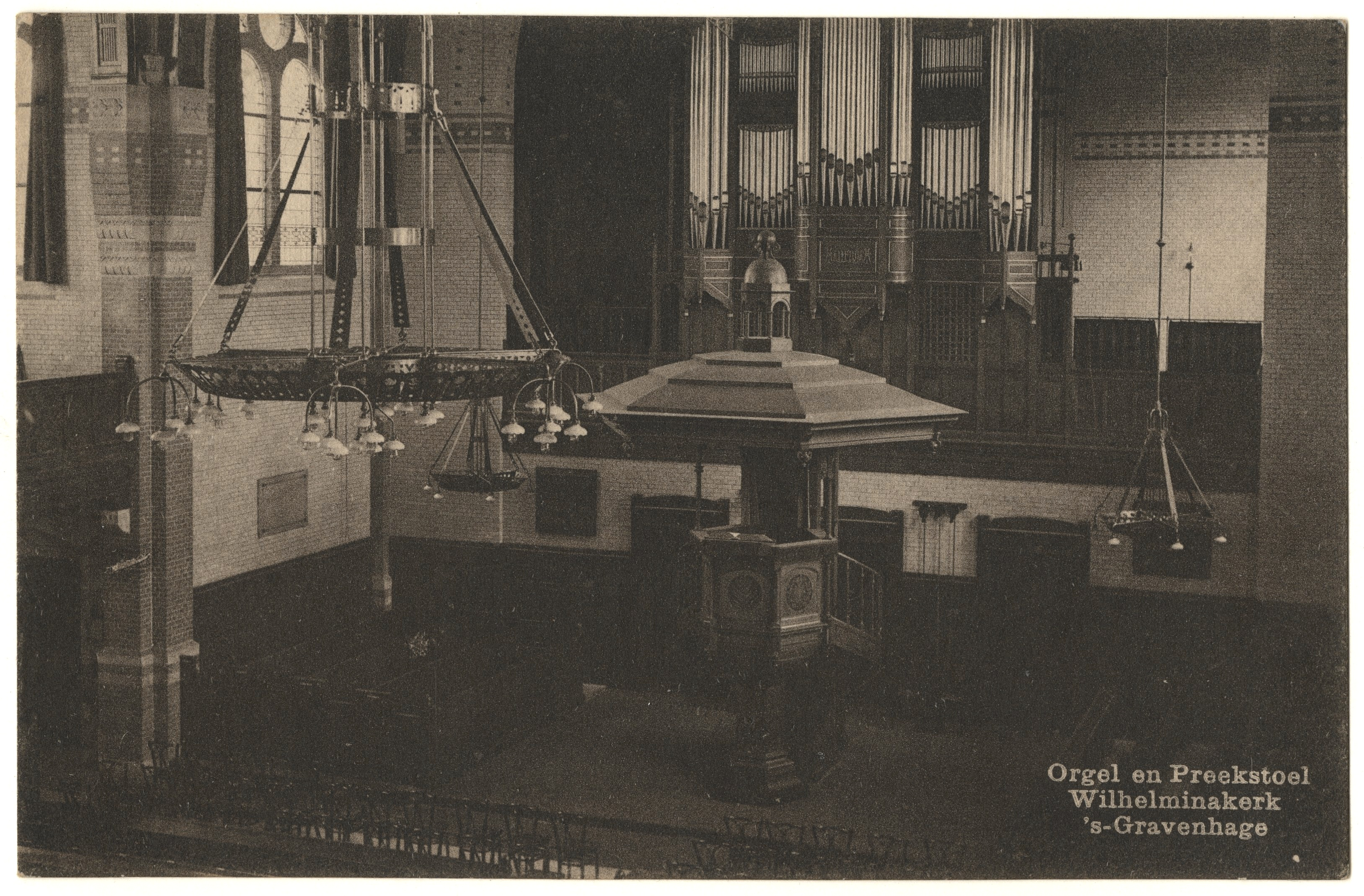
Interieur van de Wilhelminakerk in 1910
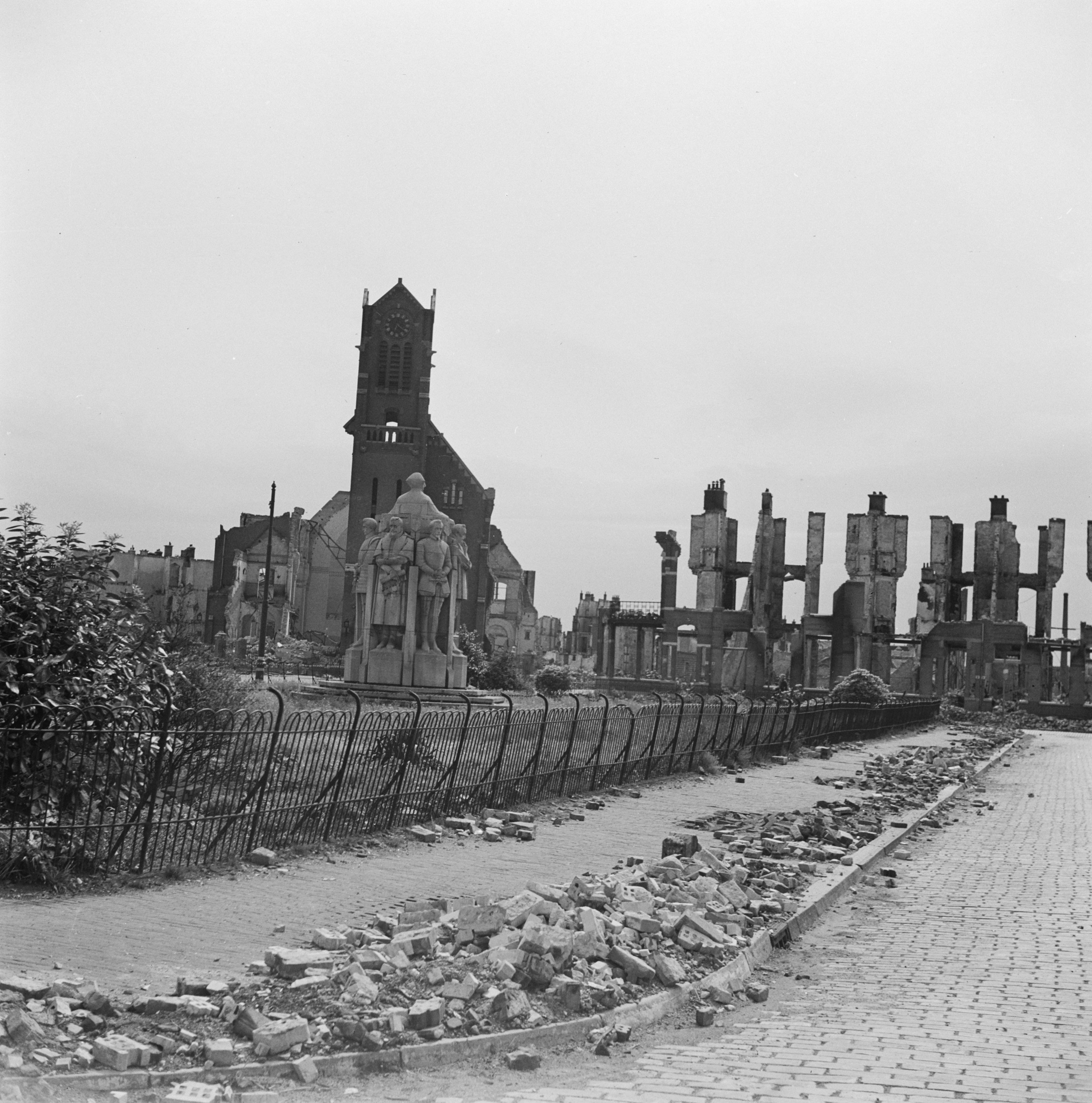
Restanten van de kerk na het bombardement op Bezuidenhout. Vóór de kerk staat het standbeeld “Juliana van Stolberg en haar vijf zoons”
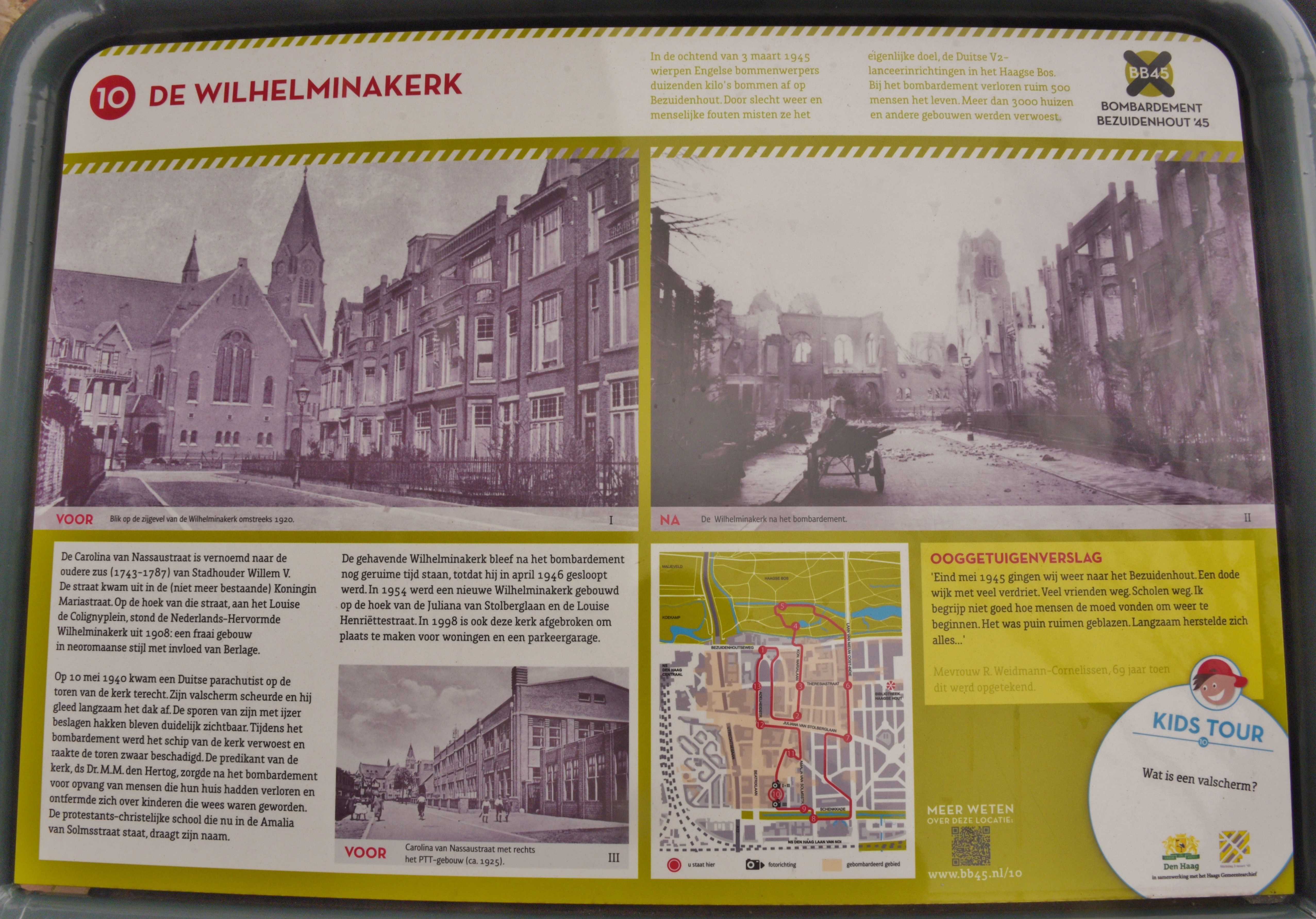
Informatiebord met informatie over de kerk en het bombardement, geplaatst in de 21e eeuw.

## Standbeeld
Het standbeeld van Juliana van Stolberg en haar vijf zoons, dat voor de kerk stond, raakte door het bombardement nauwelijks beschadigd. Het werd in november 1954 verrold van het Louise de Colignyplein naar de huidige locatie op de Koningin Marialaan. Sindsdien is het een oorlogsmonument.
Abdijkerk van Loosduinen · 
Allerheiligst Sacramentskerk · 
Anglican Church of St. John and St. Philip · 
Antonius Abtkerk · 
Badkapel · 
Bethelkerk (Scheveningen) · 
Bethlehemkerk · 
Christus Triumfatorkerk · 
Duinoordkerk · 
Duinzichtkerk · 
Eben-Haëzerkerk · 
Onze Lieve Vrouw Onbevlekt Ontvangenkerk · 
Emmauskerk · 
Grote of Sint-Jacobskerk · 
Sint-Jacobus de Meerderekerk  · 
H.H. Engelbewaarderskerk · 
H.H. Jacobus- en Augustinuskerk · 
Hofkapel · 
H. Familiekerk · 
Julianakerk (Transvaalkwartier) · 
Prinses Julianakerk (Scheveningen) · 
Kerk van de H. Martelaren van Gorcum · 
Kerk van Eikenduinen · 
Kloosterkerk · 
Lourdeskapel · 
Lutherse kerk · 
Maranathakerk · 
Nieuwe Badkapel · 
Nieuwe Kerk ·
Onbevlekt Hart van Mariakerk ·
O.L.V. Hemelvaartkerk · 
O.L.V. van Goede Raadkerk · 
Oosterkerk · 
Oude Kerk · 
Paleiskerk · 
Pastoor van Arskerk · 
Pniëlkerk · 
Sint-Agneskerk · 
Sint-Josephkerk (1867) · 
Sint-Josephkerk (1886) · 
Sint-Marthakerk · 
Sint-Paschalis Baylonkerk · 
Sint-Theresia van Lisieuxkerk · 
Sint-Willibrorduskerk · 
Teresia van Avilakerk · 
Vredeskapel · 
Waalse Kerk · 
Wilhelminakerk (1908) · 
Wilhelminakerk (1954) · 
Willemskerk · 
Willibrorduskapel